# Орден Вануату
О́рден Вануа́ту — высшая государственная награда республики Вануату.

## Степени
Орден Вануату подразделяется на четыре степени:
- первая степень со почётным знаком — за особо выдающиеся заслуги перед Вануату или человечеством в целом.
- вторая степень с отличительным знаком — за выдающиеся заслуги перед Вануату при отправлении ответственных должностей;
- третья степень с медалью за отличную службу;
- четвёртая степень с медалью за доблестную службу.

## Описание
Кавалеру ордена первой степени ордена вручается почётный знак. Знак представляет собой стилизованное изображение кабаньего бивня белой эмали и двух скрещенных пальмовых ветвей зелёной эмали. Почётный знак изготавливается из золота и серебра и имеет размеры 60 × 60 мм. Знак крепится к орденской ленте при помощи кольца. Знак носится на шейной ленте. Кавалер ордена Вануату первой степени вправе также носить уменьшенную вдвое копию почётного знака на левой стороне груди.
Кавалеру ордена Вануату второй степени вручается отличительный знак. Знак представляет собой стилизованное изображение кабаньего бивня, эмалированное белым, соединённое кольцом с орденской лентой. Изготавливается из серебра и имеет те же размеры, что и почётный знак. Носится на шейной ленте. Допускается ношение уменьшенной вдвое копии знака на левой стороне груди.
Кавалеру ордена третьей степени вручается медаль за отличную службу. Медаль круглой формы, имеет диаметр в 38 мм и изготавливается из меди, никеля, серебра и родия. На аверсе медали изображено солнце, восходящее над островом, окружённым морем. Рельеф окружён скрещенными в нижней части медали пальмовыми ветвями. На реверсе медали — надпись «FOR DISTINGUISHED SERVICE», увенчанная словом «VANUATU» также в окружении пальмовых листьев.
Кавалеру ордена четвёртой степени вручается медаль за доблестную службу. На аверсе медали изображено солнце, восходящее над островом, окружённым морем. Рельеф окружён скрещенными в нижней части медали пальмовыми ветвями. На реверсе медали — надпись «FOR MERITORIOUS SERVICE», увенчанная словом «VANUATU» также в окружении пальмовых листьев.
Орденская лента — красно-чёрно-желто-зелёно-красно-чёрно-жёлто-зелёная.